# Thác Bạt Lộc Quan
Thác Bạt Lộc Quan (tiếng Trung: 拓跋祿官; bính âm: Tuòbá Lùguān, ?-307) là một lãnh tụ Sách Đầu bộ Tiên Ti. Ông tại vị trong khoảng thời gian 294-307, tương ứng vào những năm thời Tây Tấn.
Phụ thân của Lộc Quan là Thác Bạt Lực Vi. Các thủ lĩnh khác gồm Thác Bạt Sa Mạc Hãn, Thác Bạt Tất Lộc, Thác Bạt Xước, đều là huynh đệ của ông.
Năm 294, chất tôn Thác Bạt Phất qua đời, Thác Bạt Lộc Quan kế vị chức thủ lĩnh. Năm 295, Thác Bạt Lộc Quan đem quốc thổ phân làm ba bộ: ông cai quản Đông bộ, Thác Bạt Y Đà thống trị Trung bộ, Thác Bạt Y Lô thống trị Tây bộ. "Ngụy thư- tự kỷ" viết rằng từ thời Thác Bạt Lực Vi đến lúc đó, Sách Đồ bộ hòa hảo với Tây Tấn, vì thế "bách tính an định, tái súc sung túc, có hơn 40 vạn kị sĩ giương cung".
Năm 307, Thác Bạt Lộc Cung qua đời, năm sau Y Đà cũng qua đời, Y Lô tiến hành thống nhất ba bộ một cách thuận lợi.
Sau khi xưng đế, Thác Bạt Khuê đã truy thụy hiệu cho Thác Bạt Lộc Cung là "Chiêu hoàng đế".